# 慕容曦皓
慕容曦皓（708年—762年），字曦皓。唐朝吐谷浑人。慕容宣超和姑藏县主的次子。诺曷钵和弘化公主曾孙。封宁朔县开国伯。
慕容曦皓少荫补千牛备身，授尚舍直长。後担任押蕃浑使，抵御吐蕃。因功拜尚衣奉御。安史之乱时，叛军至太原。慕容曦皓参与保卫。累转左武卫大将军、大同军使。宝应元年九月十二日因病去世於任上，年五十五岁。大历四年（769年）二月初十日自太原启殡，葬于长安县高原阳。嗣子慕容崇、慕容信、慕容岗、慕容述、慕容近、慕容迥、慕容遨、慕容遂。两唐书记载他的儿子是慕容兆，但根据出土的慕容曦光、太原郡夫人武氏、慕容曦皓的墓志铭，慕容兆是慕容曦光和太原郡夫人武氏的儿子。